# Terry Silver
Terry Silver egy kitalált karakter a Karate kölyök-franchiseban, a Karate kölyök 3. és a Cobra Kai című websorozat egyik főantagonistája, akit Thomas Ian Griffith alakít. Ő egy vietnámi veterán és az Amerikai Hadsereg volt katonája, a Cobra Kai társalapítója, valamint Daniel LaRusso egyik esküdt főellensége.
A kritikusok meg a rajongók közül sokan őt tartják a Karate kölyök 3. egyik fénypontjának.